# Rock N Roll Jesus
Rock N Roll Jesus es el sexto álbum de Kid Rock. El álbum fue lanzado el 9 de octubre de 2007.

## Ventas
El álbum debutó en el # 1 en la tabla de Billboard 200, vendiendo cerca de 172.000 copias en su primera semana. Se ha certificado 3 veces platino por la RIAA y 5 millones en el mundo y ha sido certificado 2 veces platino en Canadá y Alemania, oro en Austria y Australia.

## Lista de canciones
| N.º | Título                          | Escritor(es)                                                                                 | Duración |  |
| 1.  | «Rock N Roll Jesus»             | R.J. Ritchie, K. Tudrick, M. Young                                                           | 4:29     |  |
| 2.  | «Amen»                          | Ritchie                                                                                      | 4:40     |  |
| 3.  | «All Summer Long»               | E. King, L. Marinell,R. Ritchie, G. Rossington, M. Shaffer, R. VanZant, R. Watchel, W. Zevon | 4:56     |  |
| 4.  | «Roll On»                       | Ritchie                                                                                      | 6:11     |  |
| 5.  | «So Hott»                       | Ritchie                                                                                      | 4:07     |  |
| 6.  | «Sugar»                         | B. Ervine, J. Krause, Ritchie, Shaffer, D. Simon, J. Smith, Young                            | 3:44     |  |
| 7.  | «When U Love Someone»           | Ritchie, Shaffer, Young                                                                      | 5:40     |  |
| 8.  | «New Orleans»                   | D.A. Coe, Ritchie                                                                            | 6:36     |  |
| 9.  | «Don't Tell Me U Love Me»       | Ritchie, Shaffer, Young                                                                      | 4:20     |  |
| 10. | «Blue Jeans And a Rosary»       | Ritchie, Young                                                                               | 4:35     |  |
| 11. | «Half Your Age»                 | Ritchie                                                                                      | 3:45     |  |
| 12. | «Lowlife (Living the Highlife)» | J. Eddie, Ritchie                                                                            | 4:04     |  |

### Bonus tracks
| Best Buy Version |                                       |          |  |
| N.º              | Título                                | Duración |  |
| 13.              | «Guilty»                              | 2:45     |  |
| 14.              | «Jackson, Mississippi» (2003 en vivo) | 6:13     |  |

| Wal-Mart Limited Edition |                                              |          |  |
| N.º                      | Título                                       | Duración |  |
| 13.                      | «Cowboy»                                     | 4:22     |  |
| 14.                      | «Lonely Road Of Faith» (From CMT Crossroads) | 5:29     |  |
| 15.                      | «Behind-The-Scenes Documentary»              | --:--    |  |

| ESpecial Edición Bonus DVD |                                         |          |  |
| N.º                        | Título                                  | Duración |  |
| 13.                        | «So Hott» (En vivo en Alemania)         |          |  |
| 14.                        | «All Summer Long» (En vivo en Alemania) |          |  |
| 15.                        | «Cowboy» (En vivo en Alemania)          |          |  |
| 16.                        | «Amen» (Video)                          |          |  |
| 17.                        | «Roll On» (Video)                       |          |  |

## Posicionamiento
| Listas (2007)                  | Posición más alta | Ventas    |
| ------------------------------ | ----------------- | --------- |
| Australian Albums Chart        | 9                 | 35 000    |
| Austrian Albums Chart          | 2                 |           |
| Belgian Albums Chart           | 24                |           |
| Danish Albums Chart            | 40                |           |
| Dutch Albums Chart             | 19                |           |
| German Albums Chart            | 5                 | 300,000   |
| Irish Albums Chart             | 4                 |           |
| Italian Albums Chart           | 35                | 16.381    |
| Norwegian Albums Chart         | 9                 |           |
| Swedish Albums Chart           | 8                 |           |
| Swiss Albums Chart             | 4                 |           |
| Canadian Albums Chart          | 4                 | 200,000   |
| UK Albums Chart                | 4                 |           |
| U.S. Billboard 200             | 1                 | 2,910,430 |
| U.S. Billboard Top Rock Albums | 1                 |           |